# CBRE Group
Die CBRE Group, Inc. (Coldwell Banker Richard Ellis) (NYSE:CBG), ein Fortune-500- und S&P-500-Unternehmen mit Hauptsitz in Dallas, Texas, ist das – in Bezug auf den Umsatz im Geschäftsjahr 2022 – weltweit größte Immobiliendienstleistungs- und Investment-Unternehmen auf dem gewerblichen Immobiliensektor. CBRE verfügte im Jahr 2019 über ca. 115.000 Mitarbeiter in mehr als 530 Büros in über 100 Ländern.

## Eigentümerstruktur
Größter Anteilseigner an CBRE ist einer der größten Anleihefonds- und Vermögensverwalter weltweit, The Vanguard Group unter dem Aufsichtsratsvorsitzenden Brandon Bridges Boze und dem CEO Robert Sulentic.
| Anteil  | Anteilseigner                        |
| ------- | ------------------------------------ |
| 15,10 % | The Vanguard Group                   |
| 5,84 %  | ValueAct Capital Management LP       |
| 5,07 %  | BlackRock Fund Advisors              |
| 3,94 %  | Harris Associates LP                 |
| 3,90 %  | JPMorgan Investment Management, Inc. |
| 3,70 %  | SSgA Funds Management, Inc.          |
| 2,87 %  | Principal Global Investors LLC       |
| 2,13 %  | Henderson Global Investors Ltd.      |
| 2,07 %  | Cantillon Capital Management LLC     |
| 2,07 %  | AllianceBernstein LP                 |

Stand: 22. Dezember 2018

## Geschichte
Im Jahr 1773 gründete einer der späteren Hauptnamensgeber Richard Ellis in London sein Immobilienbüro. Im Jahre 1906 gründete Colbert Coldwell das Immobilienunternehmen Tucker, Lynch & Coldwell in San Francisco, USA. 1914 wurde Benjamin Arthur Banker Partner des Unternehmens. Die beiden Namensgeber firmierten das Unternehmen 1936 zu Coldwell, Banker & Company um. Seit den 1940er Jahren wuchs das Unternehmen, das später unter dem Namen CB Commercial bekannt wurde, zu einer der größten privaten Immobilien-Dienstleistungsgesellschaften in den westlichen Vereinigten Staaten. In den 1960er Jahren und 1970er Jahren wurde das Dienstleistungsangebot ausgeweitet. Zeitgleich fand eine Standortexpansion innerhalb der Vereinigten Staaten statt, sodass das Unternehmen zu einem umfassenden Dienstleister im Immobiliensegment über das traditionelle Maklergeschäft hinaus wurde. 1998 fusionierten die beiden Immobiliengesellschaften CB Commercial und Richard Ellis International, Limited (REI Ltd.) zu CB Richard Ellis (CBRE). Durch den Kauf der Insignia Financial Group wurde CBRE im Jahr 2003 zur Immobiliendienstleistungs-Gruppe. 2004 fand der Börsengang an der New Yorker Börse statt. 2006 kaufte CBRE die Trammell Crow Company. Im Jahr 2009 wurde CBRE von „BusinessWeek“ zum dritten Mal in Folge zu einer von „50 Elite Companies“ weltweit gewählt. Im Jahr 2011 wurde das Unternehmen von CB Richard Ellis weltweit in CBRE umbenannt. Am 1. September 2015 wurde die Übernahme des Geschäftsbereichs Heizungs- und Klimamanagement- und Servicegeschäft von Johnson Controls für 1,48 Milliarden US-Dollar abgeschlossen. 2020 erklärte der CEO Bob Sulentic, dass das Unternehmen den Hauptstandort von Los Angeles nach Dallas verlegt.

## Services
Die Dienstleistungsschwerpunkte von CBRE umfassen die Bereiche Capital Markets, Vermietung, Valuation, Corporate Services, Research, Retail, Investment Management, Property- und Project-Management sowie Building Consultancy.

## CBRE in Deutschland
Seit 1973 ist CBRE Deutschland mit seiner Zentrale in Frankfurt am Main vertreten. Die Hauptverwaltung der Sparte Global Workplace Solutions hat ihren Sitz in Essen. Weitere Niederlassungen befinden sich in Berlin, Düsseldorf, Hamburg, Köln, München und Stuttgart. Die Dienstleistungsschwerpunkte von CBRE in Deutschland umfassen die Bereiche Agency, Building Consultancy, Capital Markets, Global Workplace Solutions, Hotels, Industrial / Logistics, Asset Services, Public Advisory Services, Research, Retail und Valuation.
Die CBRE Group hat im Februar 2014 die Übernahme der VALTEQ Gesellschaft mbH und deren Tochtergesellschaften (VALTEQ), einem technischen Beratungsunternehmen in Deutschland, abgeschlossen. Die Gesellschaft konzentriert sich auf Technische- und Umwelt Due Diligence im Gewerbeimmobilienbereich. Das Unternehmen wird mit seinen rund 60 Mitarbeitern in den Geschäftsbereich Building Consultancy von CBRE in Deutschland und Europa integriert. VALTEQ ist an fünf Standorten ansässig: Berlin, Stuttgart, Frankfurt, München und Nürnberg.
Die CBRE Group hat im August 2014 die Übernahme der Preuss Unternehmensgruppe GmbH abgeschlossen. Das Unternehmen ist spezialisiert auf Projektmanagementleistungen insbesondere für neue Immobilienentwicklungen und die Sanierung von Großobjekten. Die Gesellschaft wird mit ihren Mitarbeitern, im Wesentlichen Architekten sowie Bau- und Haustechnikingenieure, nun vollständig in den Bereich der CBRE Building Consultancy in Deutschland und Europa integriert werden. Preuss ist an vier Standorten ansässig: München, Frankfurt, Düsseldorf und Berlin.
Die GWS Deutschland GmbH hat im Jahre 2015 in Essen die Johnson Controls übernommen. Hierzu gehören viele Firmen, meist aus dem Chemie- wie auch aus dem Medizinbereich. Das ist der Hauptsitz der GWS. Seit einigen Jahren ist die GWS allerdings auch Dienstleister kritischer Infrastruktur von Rechenzentren, besonders im Rhein-Main-Gebiet, aber auch in anderen Regionen. Die DataCenterSolutions kurz DCS umfasst mittlerweile ca. 200 Mitarbeiter.

## CBRE in Österreich
CBRE ist seit 1991 mit einer Niederlassung in Wien vertreten und zählt heute zu den führenden Beratern im gewerblichen Immobiliensektor in Österreich. Die Dienstleistungsschwerpunkte von CBRE in Österreich umfassen die Servicebereiche Vermietungen und Verkauf, Capital Markets, Building Consultancy, Property Management, Immobilienbewertung, Global Workplace Solutions, Wohnimmobilien sowie Einzelhandelsimmobilien.

## CBRE in der Schweiz
CBRE ist seit 1997 in der Schweiz tätig. Als eine der marktführenden Immobilienberatungsfirmen unterhält CBRE Schweiz Niederlassungen in Zürich, Genf, Lausanne und Basel.
CBRE Schweiz erbringt Beratungsleistungen für Immobilieninvestoren, -entwickler und -nutzer über alle Nutzungssektoren hinweg. Zu Letzteren zählen die Bereiche Büro, Einzelhandel, Industrie und Logistik, Hotel, Wohnen sowie weitere Spezialimmobilien.
Die Dienstleistungsschwerpunkte von CBRE Schweiz umfassen die Bereiche Advisory & Transaction Services (Vermietung und Anmietung), Portfolio & Asset Services, Capital Markets (An- und Verkauf), Valuation & Advisory Services (Bewertung und strategische Beratung), Building Consultancy (Bauherrenberatung) sowie Research. In diesen Tätigkeitsfeldern beschäftigt CBRE in der Schweiz über 100 Berater und Beraterinnen.
Mit der Akquisition der psm Center Management AG 2014 wurden die Beratungsleistungen im Bereich der Retail-Immobilien weiter ausgebaut.
Die Sparte Global Workplace Solutions (Integrated Facility and Corporate-Real-Estate-Management), die 2015 von Johnson Controls übernommen wurde, ist in der Schweiz mit über 600 Angestellten vertreten.

## CBRE Global Investors
CBRE Global Investors ist ein Tochterunternehmen von CBRE, welches sich auf die Vermögensverwaltung im Immobilienbereich spezialisiert hat. Hierbei investiert CBRE Global Investors für institutionelle Investoren und vermögende Personen das Vermögen in Immobilien. Mitte 2018 lag das verwaltete Vermögen bei rund 101,7 Milliarden US-Dollar.
2009 erwarb CBRE Global Investors die Stadtgalerie Heilbronn. Im Frühjahr 2013 übernahm das Unternehmen von einer Investorengruppe für 117 Millionen Euro das Leine-Center Laatzen bei Hannover.
Im Sommer 2015 erwarb CBRE Global Investors von der österreichischen Signa Holding das Sevens Center in der Düsseldorfer Königsallee. Im Oktober 2016 wurde für 145 Millionen Euro die Glacis-Galerie in Neu-Ulm erworben. Im August 2018 wurde bekannt, dass CBRE Global Investors von der Allianz Lebensversicherungs-AG für geschätzte mindestens 200 Millionen Euro das Hanse-Viertel in Hamburg kaufte.